# 바스티안 슈바인슈타이거
바스티안 슈바인슈타이거(독일어: Bastian Schweinsteiger, 1984년 8월 1일 ~ )는 독일의 은퇴한 축구 선수로, 포지션은 중앙 미드필더이다. 과거에는 윙어로 뛰었지만 2009-10 시즌부터 당시 루이스 반 할 감독의 권유로 중앙 미드필더로 보직을 변경했다.
2002-03시즌 프로 무대에 데뷔 이후부터 줄곧 바이에른 뮌헨에서 뛰었으며 8회의 분데스리가 우승과 7회의 DFB-포칼컵 우승을 기록하였고 바이에른 뮌헨의 12년만의 UEFA 챔피언스리그 우승에 핵심적인 역할을 하였다. 그의 우승기록은 현역 독일 선수들 가운데 가장 많은 우승 기록이다.
슈바인슈타이거는 2004년부터 독일 대표팀에 합류하였고, UEFA 유로 2004에 출전하며 메이저 무대에 데뷔하였으며, 이후 주전으로 자리잡은 2005년 FIFA 컨페더레이션스컵, 2006년 FIFA 월드컵, UEFA 유로 2008, 2010년 FIFA 월드컵, UEFA 유로 2012에서 독일은 모두 4강 이상에 진출하였으며, 슈바인슈타이거는 출전한 모든 대회에서 공격포인트를 기록하였다. 2013년 10월 15일 스웨덴과의 2014년 FIFA 월드컵 유럽예선 마지막 경기였던 스웨덴과의 경기에서 독일 국가대표로 100번째 A매치에 출장함으로써 독일 축구 역사상 12번째로 센츄리 클럽에 가입하는 영광을 누렸다. 그리고 2014년 FIFA 월드컵에서 팀의 부주장으로서 독일 통일 이후 첫 트로피를 들어올렸다.
2014년 FIFA 월드컵이 끝나고 독일 축구 국가대표팀에서 은퇴한 필리프 람의 후임으로 독일 축구 국가대표팀의 주장 완장을 물려받았으며, 2016년 9월 1일(한국시각)에 핀란드와의 경기를 끝으로 12년 간 정든 대표팀에서 은퇴하였다. 그 이후, 독일 대표팀의 주장직은 마누엘 노이어가 물려받았다.

## 클럽 경력

### 바이에른 뮌헨

#### 2009 이전 시즌
2003년 성인 무대에 처음 데뷔하였다. 왼쪽 윙어를 맡았으며 데뷔 초기에는 주로 메흐메트 숄과 하산 살리하미지치의 백업 요원을 수행하였으나, 점차 주전자리를 확보하였다. 그러나 07-08시즌을 앞두고 프랭크 리베리가 팀에 합류하자 보직을 오른쪽 윙어로 옮겨야했으며, 08-09시즌에는 9골 15어시스트를 기록하며 개인 통산 최다 공격포인트를 기록했지만 슈바인슈타이거에 대한 평가는 좋지 못했다. 볼을 쉽게 빼앗기는 편이었으며, 기복이 심하고 보통 윙어들에 비해 스피드가 느린 단점을 계속 지적받았다. UEFA 유로 2008에서의 활약 이후 2008년 여름 레알 마드리드와 유벤투스, 인테르나치오날레와의 이적설이 나돌았으나 소속팀의 계속된 구애에 3년 재계약을 체결하며 2012년 6월까지 바이에른에서 뛰게되었다.

#### 09-10 시즌
여름 이적 시장에서 아르연 로번이 팀에 합류하자 팀 내 입지가 크게 흔들리며 유벤투스로의 이적설이 돌게되었다. 이에 패스와 중거리 슛에 능하고 중앙 지향적인 성향을 가진 슈바인슈타이거에게 루이스 판 할 감독은 아예 중앙 미드필더로의 보직 변경을 권했고, 슈바인슈타이거는 이를 승낙했다. 루이스 판 할 감독의 권유에 따라 중앙으로 이동한 그는 좋은 활약을 펼치며 주장 마르크 판 보멀과 더불어 바이에른의 중원을 구축했다. 슈바인슈타이거는 활약을 인정받아 키커지로부터 전반기 미드필더 부분 Weltklasse(월드클래스)에 선정됐다. 후반기 보루시아 도르트문트와의 더비전에서 강력한 중거리슛으로 역전골을 기록하였다. 바이에른은 이 경기를 5대 1로 크게 이겼다.VfB 슈투트가르트와의 남독일 더비에서도 중원에서의 연속된 원투패스에 이은 마무리로 동점골을 기록하며 팀을 위기에서 구해냈다. 그의 활약과 더불어 FC 바이에른 뮌헨은 2년 만에 분데스리가 타이틀을 되찾았으며, DFB-포칼컵 결승전에서도 SV 베르더 브레멘을 4:0으로 크게 이기고 우승하였다. 슈바인슈타이거는 이 경기에서 팀의 네 번째 골을 기록하였다.
UEFA 챔피언스리그에서는 ACF 피오렌티나와 맨체스터 유나이티드 FC를 각각 1,2차전 합계 4-4로 힘겹게 꺾으며 2001-02 시즌 이후 8년 만에 챔피언스리그 4강에 복귀하는데 성공한다. 슈바인슈타이거는 맨체스터 유나이티드 FC 원정에서 이비차 올리치의 추격골의 시발점이 되는 롱패스를 제공했으며 양팀 선수가운데 가장 많은 활동량을 보여주었다. 바이에른은 4강에서 만난 올랭피크 리옹에게 1,2차전 합계 4대 0으로 승리하며 복수에 성공하며 2000-01시즌 이후 9년 만에 UEFA 챔피언스리그 결승에 진출하였다. 안타깝게도 결승전에서는 조제 무리뉴의 인테르나치오날레에게 2대 0으로 패하며 트레블에는 실패했다.

#### 10-11 시즌
지난 시즌 준우승 팀 FC 샬케 04와의 DFL-슈퍼컵에서 두 차례 날카로운 중거리 슈팅을 보여주는 등 활약하며 FC 바이에른 뮌헨의 2-0 승리를 이끌었다. VfL 볼프스부르크와의 개막전 경기에서 후반 종료직전 1대1로 팽팽하던 상황에서 프랭크 리베리의 크로스를 번개같은 쇄도로 달려들어 결승골을 성공시키며 팀의 승리를 이끌었다. 이후 FC 바이에른 뮌헨은 월드컵에서 당한 부상으로 인한 아르연 로번의 부상 장기화와 수비 벨런스의 붕괴로 팀 전체가 침체기에 빠진다. 전반기 한때 11위까지 떨어지는 극심한 부진을 겪은데다, 주장인 마르크 판 보멀마저 1월 이적시장에서 AC 밀란으로 이적하는 등 위기가 이어지는 상황에서 슈바인슈타이거는 맨체스터 유나이티드 FC와 레알 마드리드 CF, 유벤투스로의 이적설이 강력히 대두됐으나 FC 바이에른 뮌헨과 2016년까지 재계약을 체결하며 소속팀에 대한 애정을 과시했다.
슈바인슈타이거는 부진속에서도 UEFA 챔피언스리그 조별리그 FC 바젤과의 경기와 DFB-포칼컵 SV 베르더 브레멘과의 경기에서 홀로 2골씩을 넣으며 팀의 2-1역전승을 이끌었다. 특히 브레멘전에서의 결승골은 32m 거리에서 환상적인 중거리슈팅을 성공시킨 것이었다. 그러나 포칼 4강에서 FC 샬케 04에게 라울 곤살레스의 결승골로 1대0으로 패했고, 챔피언스리그 16강에서는 인테르나치오날레에게 원정다득점 우선 원칙에 밀려 탈락했다.
후반기 FC 뉘른베르크 원정에서 무승부를 거두고 4위로 떨어지자 성적부진으로 루이 판 할이 경질되고 안드리스 용커르 감독대행 체제에서 바이에른은 리그 3위까지 순위를 상승시키며 차기 시즌 UEFA 챔피언스리그 진출 티켓을 손에 넣었다.

#### 11-12 시즌
맨체스터 시티와의 UEFA 챔피언스리그 조별리그 두 번째 경기에서 환상적인 경기력을 펼치며 팀의 완승을 이끌었다. 9R FC 뉘른베르크전에서 마리오 고메스의 선제골을 정확한 크로스로 어시스트한데 이어 대포알같은 중거리슛으로 추가골까지 넣으며 맹활약을 펼쳤다. 그러나 UEFA 챔피언스리그 조별리그 4차전 SSC 나폴리와의 경기에서 쾨칸 인러와의 공중볼 경합때의 충돌로 인해 오른쪽 어깨뼈가 골절되는 중상을 입는다. 이로 인해 슈바인슈타이거는 약 두 달동안 경기장에 나서지 못했다.
보루시아 묀헨글라트바흐와의 18라운드 경기에서 복귀해 골을 터뜨렸으나 팀의 3대1 패배를 막지는 못했다. 이후 계속된 잔부상으로 인해 FC 바젤과의 16강 1차전과 분데스리가의 우승을 건 28R 보루시아 도르트문트와의 더비 경기 등 많은 경기에서 출전하지 못하였다. 특히 도르트문트와의 그 경기에서 뮌헨은 1-0으로 패하며 사실상 우승에서 멀어지고 말았다. FC 바젤과의 UEFA 챔피언스리그 16강 2차전에서 후반 교체출장해 아르연 로번의 골을 어시스트했으며, 이 경기에서 바이에른 뮌헨은 7대1 대승을 거두었다. 8강 올랭피크 드 마르세유를 상대로 1, 2차전 모두 2대0]]으로 승리해 4강 진출에 성공했다.
레알 마드리드 CF와의 4강전에서는 1,2차전 모두 선발 출장해 활약했으며, 산티아고 베르나베우에서의 2차전에서는 승부차기 마지막 키커로 나와 이케르 카시야스를 상대로 페널티킥을 성공시키며 팀을 2년 만에 다시 UEFA 챔피언스리그 결승 무대로 올려놓는다. 그러나 첼시와의 결승전에서 승부차기 마지막 키커로 나왔으나 그의 슛은 골대를 때리고 튕겨나오고 만다. 첼시 FC의 마지막 키커 디디에 드로그바는 침착하게 성공시키며 바이에른 뮌헨은 2년 전 인테르나치오날레전 패배에 이어 이번에도 준우승에 그치고 만다.
DFB-포칼 결승전에서도 보루시아 도르트문트에게 대패하며 바이에른 뮌헨은 2002년 바이어 04 레버쿠젠, 2008년 첼시 FC에 이어 트리플 러너업(분데스리가, DFB-포칼, UEFA 챔피언스리그 3개 대회 모두 준우승)에 그치는 비극적인 시즌이 되고 말았다.

#### 12-13 시즌
슈바인슈타이거의 커리어 사상 최고의 전성기라고 할 수 있다. 공-수 양면에서 왕성한 활동량으로 팀의 벨런스를 책임지고, 날카로운 볼 배급으로 공격을 주도했다. 특히 눈에 띄게 좋아진 골 결정력과 프리킥 정확도도 인상적이었다. FC 바이에른 뮌헨은 개막 기점 8연승을 기록하며 역대 기록을 갱신했으며, 슈바인슈타이거는 2,3라운드 VfB 슈투트가르트와 1. FSV 마인츠 05와의 경기에서 공-수 양면과 윙까지 오가는 왕성한 활동량을 보여주었고, 각각 1골씩 성공시켰다. 이어 주중 UEFA 챔피언스리그와의 첫 경기에서 발렌시아 CF를 상대로 강력한 슈팅으로 선제골을 기록했다. 릴 OSC와의 UEFA 챔피언스리그 4차전에서도 환상적인 중원장악과 더불어 그림같은 프리킥 골을 성공시키기도 했다. 10R 함부르크 SV와의 원정경기에서는 역습상황에서 다이빙 헤딩으로 귀중한 선제골을 기록하며 팀의 승리를 이끌었다. FC 바이에른 뮌헨은 14R SC 프라이부르크전 원정경기에서 승리하며 분데스리가 역대 최단기간 전반기 챔피언에 등극한다.
후반기에도 FC 바이에른 뮌헨의 무패행진은 이어졌다. FC 샬케 04와의 21R 경기에서 다시한번 프리킥 골을 성공시켰고 마리오 고메스의 세 번째 골의 시발점이 되는 킬패스를 성공시켰다. UEFA 챔피언스리그 16강 1차전 아스날 FC원정에서 완벽한 중원 장악으로 팀의 3-1 승리를 이끌었다. DFB-포칼 8강전에서 보루시아 도르트문트를 상대로 가장 많은 킬패스와 볼터치를 기록하며 경기 내내 도르트문트를 흔들었다. 팀은 아르연 로번의 결승골로 1-0으로 승리했다.
유벤투스 FC와의 UEFA 챔피언스리그 8강전에서도 슈바인슈타이거는 유로 2012에서 상대했던 안드레아 피를로를 다시 한번 맞아 중원싸움에서 우위를 점하며 경기를 승리로 이끌었으며, 2차전 원정경기에서도 마리오 만주키치의 선제골을 만들어낸 좋은 롱패스를 제공했으며, 경기 막판 재빠른 트래핑으로 안드레아 피를로와 클라우디오 마르키시오를 한번에 따돌리며 클라우디오 피사로의 추가골을 어시스트했다. 바이에른은 두 경기 모두 클린싯으로 4강에 진출하며 UEFA 유로 2012에서 당한 패배를 어느정도 설욕하는데 성공했다.
리가 28라운드 아인트라흐트 프랑크푸르트와의 원정경기에서 후반 필리프 람의 크로스를 환상적인 백힐 슛으로 연결하며 결승골을 뽑아냈고, FC 바이에른 뮌헨은 분데스리가 역대 최단기간 우승기록(28R)을 갈아치우며 3년 만에 보루시아 도르트문트에게 빼앗겼던 마이스터 샬레를 되찾았다.
FC 바르셀로나와의 UEFA 챔피언스리그 4강 경기에서 슈바인슈타이거는 1,2차전 통틀어 가장 많은 태클을 성공시키며 중원을 장악했고, 1차전에서 아르연 로번의 세 번째 골을 어시스트했으며 캄프 누원정에서도 아르연 로번과 필리프 람에게 골이나 다름없는 킬패스를 한차례씩 찔러주며 존재감을 보여줬다. 바이에른은 1,2차전 합계 7대 0으로 대승을 거두며 FC 바이에른 뮌헨은 2년 연속 UEFA 챔피언스리그 결승전에 진출한다. DFB-포칼컵 또한 4강전 VfL 볼프스부르크와의 경기에서 경기막판 마리오 고메스에게 위협적인 패스를 연이어 제공하며 순식간에 두 개의 어시스트를 기록했고, 팀도 6대 1로 대승을 거두며 지난시즌에 이어 또다시 결승에 진출했다.
5월 26일 웸블리 스타디움에서 펼쳐진 보루시아 도르트문트와의 UEFA 챔피언스리그 결승전에서는 도르트문트의 오버페이스로 나오는 강력한 압박에 전반전에는 큰 활약을 못했지만, 후반전에 차츰 압박을 풀어내며 안정적인 볼배급으로 팀의 공격을 진두지휘했다. 팀은 후반 87분 아르연 로번의 극적인 골로 2대 1 승리를 거두며 FC 바이에른 뮌헨의 12년 만에 UEFA 챔피언스리그 제패를 이뤄냈으며, 슈바인슈타이거는 커리어 사상 최초로 빅이어를 품에 안았다.
트레블을 위한 마지막 여정은 2013년 6월 1일 베를린의 베를린 올림피아슈타디온에서 치러진 VfB 슈투트가르트를 상대로 한 DFB-포칼 결승전이었다. 슈바인슈타이거는 마리오 고메스의 두 번째 골의 시발점이 되는 롱패스를 토마스 뮐러에게 성공시켰다. 경기는 3대 2로 FC 바이에른 뮌헨이 승리하며 독일 구단 역사상 최초로 트레블을 달성의 주역이되는 기쁨을 맛본다.
DFL-슈퍼컵 타이틀을 포함해 쿼드러블을 달성하는 동안 9골 15어시스트라는 준수한 기록을 보여줬고, 슈바인슈타이거는 활약을 인정받아 2013년 독일 올해의 선수로 선정되었다.

#### 13-14 시즌
주제프 과르디올라 감독의 4-1-4-1 포메이션에서 필리프 람을 수비형 미드필더로 2선 중앙 미드필더에 토니 크로스와 슈바인슈타이거가 배치되었다. 13-14 시즌 후반기부터는 두명의 수비형 미드필더를 두는 4-2-3-1 포메이션에서 필리프 람과 함께 더블 볼란테를 구축하였다. 그러나 2012-13시즌 DFB-포칼 결승에서 당한 발목 부상으로 수술을 받아야 했으며, 컨디션 조절상 시즌 초반 경기에 간헐적으로 출전했다. 프리시즌 내내 자리를 비워야 했고, DFL-슈퍼컵에서도 바이에른의 패배를 지켜봐야했다. 첼시 FC와의 UEFA 슈퍼컵또한 벤치에서 경기를 지켜봐야했다. 오랜만에 선발로 복귀한 FC 샬케 04와의 분데스리가 6R 원정에서 날카로운 헤딩슛으로 선제골을 기록하며 팀의 4대 0 대승에 일조했다.
UEFA 챔피언스리그 16강 아스날 FC와의 16강 2차전에서 동점골을 넣으며 1,2차전 합계 3대1로 8강진출에 성공했고, 8강 1차전 맨체스터 유나이티드 원정에서도 네마냐 비디치의 선제골로 끌려가던 바이에른 뮌헨을 멋진 동점골을 넣어 구해냈다.
바이어 04 레버쿠젠과의 홈경기에서 1대1로 흐르던 후반 42분 멋진 직접프리킥으로 베른트 레노를 무너뜨리고 결승골을 넣어 팀의 승리를 이끌었다.
DFB-포칼 FC 카이저슬라우테른과의 경기에서 헤더골로 팀의 승리를 이끌었다.
바이에른 뮌헨은 27라운드 헤르타 베를린 원정에서 승리하며 분데스리가 역사상 가장 빠른 우승을 확정지었다. 슈바인슈타이거는 이 경기에서 마리오 괴체의 골을 어시스트했다.
UEFA 챔피언스리그 4강에서 대 레알 마드리드 CF 역사상 전례없는 홈에서의 대패를 당했고, 슈바인슈타이거는 팀의 패배를 막지 못했다.
DFB-포칼 결승전에서는 부상으로 출전하지 못했고, 팀은 보루시아 도르트문트에 연장전 끝에 2대0으로 승리하며 우승을 차지하였다.

#### 14-15 시즌
프리시즌 MLS 올스타팀과의 친선경기에서 부상을 당해 11월 17일 호펜하임전에서야 복귀했다. 복귀전에서 후반 교체출장해 제바스티안 로데의 골을 어시스트했다.
UEFA 챔피언스리그 조별예선 CSKA 모스크바와의 홈경기에서는 한 경기에서 156회의 볼터치를 기록했고, 3회의 킬패스를 기록하는 등 맹활약을 펼쳤다. 팀은 4대 0으로 승리했다. 슈바인슈타이거의 156회 볼터치는 역대 UEFA 챔피언스리그 단일 경기 역대 최다 볼터치 횟수로 기록되었다.
포포투 선정 2014년 세계 최고의 선수 100인 중 22위로 선정되었다.
분데스리가 17라운드 1.FSV 마인츠 05 원정에서 팀이 1대 0으로 밀리는 상황에서 직접프리킥으로 동점골을 기록하며 팀의 2대 1 승리를 이끌었다.
2015년 2월 27일 팀 창단 115주년 기념일이었던 FC 쾰른과의 리가 홈경기에서 높은 타점의 헤딩슛으로 선제골을 기록하는 등 1골 1도움을 기록하며 팀의 4대 1 대승을 이끌었다.
UEFA 챔피언스리그 16강 샤흐타르 도네츠크 원정에서 팀 전체가 무기력한 모습을 보이며 0대 0 무승부를 거뒀으나, 2차전 홈경기에서 7대0 대승을 거두었다. 슈바인슈타이거는 수비적인 부분에서 큰 활약을 펼쳤고, 후반전에 로베르트 레반도프스키의 골을 어시스트했다.
UEFA 챔피언스리그 8강 FC 포르투 전에서 부상으로 출전하지 못했고, 팀은 원정에서 3대 1로 대패했다. 2차전 홈경기에서 6대 1로 대승을 거두며 4강 진출에 성공했다.
DFB-포칼 4강 보루시아 도르트문트 전에서 바이에른은 1대 1 무승부를 거두었고, 이어진 승부차기 끝에 탈락했다.
UEFA 챔피언스리그 4강 FC 바르셀로나를 상대로 1,2차전 모두 선발출전했으나 팀은 합계점수 5대 3으로 패해 탈락했다. 1차전에서는 팀 전체가 부진한 경기력으로 3대 0으로 패했으나, 2차전 홈경기에서 좋은 경기력으로 3대 2 역전승을 거두었고, 슈바인슈타이거는 로베르트 레반도프스키의 동점골을 어시스트했다.
32라운드 헤르타 베를린과의 홈경기에서 미첼 바이저의 크로스를 강력한 슈팅으로 연결하며 결승골을 기록했고, 리그 마지막 라운드 마인츠와의 홈경기에서도 결승골을 기록하며 팀의 승리를 이끌었다. 바이에른은 유럽대항전과 자국대회 컵 모두 4강에 머물며 리그 우승 하나만으로 만족해야했다.
대부분의 사람들은 슈바인슈타이거가 사비 알론소와의 주전경쟁에서 밀렸기에 출전 기회가 적었던 것으로 생각하는데, 그것은 가장 대표적인 오해이다. 선발로는 확고부동한 주전임을 과시했음에도 슈바인슈타이거가 2014-15시즌 경기당 69.3분에 그친 것은 잦은 부상 때문이었다. 모두 22경기나 부상자명단에 올라 전력에서 제외됐다. 뮌헨 전체 일정의 42.3%(22/52)나 빠졌다. 펩 과르디올라 감독은 슈바인슈타이거가 출전 가능한 상태일때에는 모두 주전으로 출장시켰고, 선발 출장시에는 평균 85.4분을 뛰며 감독의 신임을 받으며 21경기 5골 7도움을 기록했다. 이는 사비 알론소에 뒤쳐지지 않는 준수한 성적이다. 슈바인슈타이거가 부상 상태가 아님에도 결장했던 경기는 단 2회에 불과하다. 팀 훈련 합류 직후여서 뛰지 않는 것이 안전했던 것이 1회이고, 과르디올라의 전술적 판단으로 결장했던 것은 단 1회에 불과했다. 교체출전 경기까지 도합해 이 시즌 슈바인슈타이거는 28경기 출전, 5골 8도움을 기록했다. UEFA 챔피언스리그에서도 단 6경기만 출전했으나 90분당 0.79 도움을 기록했다.
그 후, 7월 11일 슈바인슈타이거는 2009년부터 2011년까지 뮌헨을 지휘하였고, 자신의 은사였던 루이스 판 할 감독이 있는 맨체스터 유나이티드와 3년 계약을 맺고, 이적함으로써 17년 간 몸 담았던 바이에른 뮌헨을 떠났다.
그러자, 슈바인슈타이거의 맨유 이적 확정 소식을 듣게 된 뮌헨 팬들은 13년 간 뮌헨을 대표한 프랜차이즈 스타를 그토록 쉽게 떠나보낸 클럽에 대해 분노와 반발을 드러내기도 하였다.

### 맨체스터 유나이티드
맨유는 7월 12일(한국시각) 13년 간 바이에른 뮌헨에서 뛰었던 슈바인슈타이거의 영입을 공식발표함으로써 지난 시즌 동안 약점이었던 중원을 보강하는데 성공하였다. 그리고, 슈바인슈타이거는 구단 역사상 유일하게 독일 출신 선수 중 처음으로 맨유에 입단한 선수가 되었다.
8월 8일에 있었던 토트넘과의 리그 개막전 경기에서 마이클 캐릭과 교체되어 EPL 데뷔전을 치렀다.
11월 29일(한국시각 새벽)에 있었던 레스터 시티와의 원정 경기에서 본인의 EPL 데뷔골을 기록하였고, 팀은 1-1 무승부를 거두었다. 이 날, 골을 터뜨린 슈바인슈타이거는 독일 출신 중 맨유에서 첫 골을 기록한 선수가 되었다.
그 후, 맨유 팬들로부터 55%의 압도적인 지지를 받아 11월의 맨유 선수로 선정되었다.
지난 12울 5일에는 웨스트햄과의 홈 경기 중, 윈스턴 리드에게 팔꿈치 가격을 하였고, 이를 FA에서 영상 판독을 통하여 조사한 결과 3경기 출전 정지 징계를 받았다.
1월 31일에 있었던 셰필드 유나이티드와의 FA컵 경기에서 무릎 부상을 당해 2개월 동안 경기에 나서지 못했다.
그 이후, 부상에서 복귀하여 출전 시간을 늘려갔고, 잉글랜드와 이탈리아와의 평가전을 위해 대표팀에 합류했지만, 대표팀 훈련 도중 또다시 무릎 부상으로 인해 잔여 시즌 출전을 하지 못한 채, 시즌 아웃되었다.
2016년 8월 2일(한국시간)에는 무리뉴가 맨유 감독에 부임하자, 1군 훈련에 제외되었고, 무리뉴로부터 2군에 내려가라는 지시를 받아 1군 라커룸에서 퇴출되었다.
그 후, 슈바인슈타이거는 2016년 9월 1일(한국시각)에는 핀란드와의 경기에서 12년 간 이어진 국가대표 은퇴 경기를 가졌으며, 2016년 9월 2일(한국시각)에 16-17 시즌 리그 명단에는 포함되었지만, 2016년 9월 4일(한국시각)에 유로파리그 27인 명단에 포함되지 못한 채 제외되었다.
한 동안 2군에서 훈련하던 슈바인슈타이거는 맨유의 성적이 기대 이하의 성적으로 벼랑 끝에 몰리자 그 일환으로 무리뉴 감독은 1군으로 다시 불러들여 훈련에 참가시켰다.
그 후, 2016년 12월 1일(한국시각 새벽)에 있었던 웨스트햄과의 EFL 컵 8강 전에서 후반 41분에 교체 출전하여 이번 시즌 들어 처음으로 그라운드를 밟았다. 이 날, 맨유는 웨스트햄에게 4-1 대승을 거두고 4강 진출에 성공하였다.
2017년 1월 30일 오전(한국시간) 맨유는 영국 맨체스터 올드 트래퍼드에서 열린 2016-17시즌 에미레이츠 FA컵 4라운드(32강)에서 위건에 4-0 완승을 거뒀다. 이 날 경기에 출전한 슈바인슈타이거는 초반 무리뉴 감독과의 불화로 주전 경쟁에 밀렸지만 최근 신뢰를 되찾으며 서서히 출전 기회를 늘렸다. 그리고 FA컵에서 맹활약하며 무리뉴 감독을 미소짓게 했다. 경기 후 영국 통계사이트 후스코어드닷컴으로부터 양 팀 통틀어 가장 높은 평점 8.9점을 부여받았다. 그리고, 2017년 2월 4일(한국시간)에는 유로파리그 명단에 포함되었고, 오는 17일 생테티엔을 홈으로 불러들여 2016-17 UEFA 유로파리그 32강 1차전 경기를 치를 수 있게 되었다.
하지만, 주전 경쟁에 밀려 올 시즌 4경기 출전에 그쳤으며, 결국 2017년 3월 21일(한국시각)에 미국 메이저 리그 사커 소속 되어 있는 시카고 파이어로 이적하였다.

### 시카고 파이어
시카고는 2017년 3월 21일(한국시간) 구단 공식 홈페이지를 통해 슈바인슈타이거 영입을 발표하였으며, 계약 기간은 1년이다.

## 국가대표팀 경력

### 2006년 FIFA 독일월드컵
조별예선에서 미로슬라프 클로제의 2골과 토르스텐 프링스의 골을 어시스트하며 준수한 활약을 펼쳤다. 토너먼트에서는 눈에 띄는 활약을 보이지 못했고, 이탈리아와의 4강전에서는 교체로 출전하였다. 그러나 포르투갈과 맞붙었던 3,4위전에서 홀로 드리블 돌파 후의 중거리 슈팅으로 2골을 기록하고 프티의 자책골까지 유도해 내며 팀의 3:1 승리를 이끌었다. 원맨쇼를 선보였던 슈바인슈타이거는 이 경기의 MVP로 선정되었다.

### UEFA 유로 2008
클레멘스 프리츠에 밀린 백업 요원으로 대회를 시작했으나 폴란드와의 조별리그 첫 경기에서 후반 교체해 들어와 상대 수비에 대한 집요한 견제로 루카스 포돌스키의 추가골을 만들어내는 등 좋은 활약을 펼치며 주전 자리를 되찾는다. 그러나 크로아티아와의 경기에서 경기 종료 직전 신경전에서 불필요한 퇴장을 당하며 조별리그 마지막 경기인 오스트리아전에 불참했고, 독일은 이 경기에서 미하엘 발라크의 프리킥골로 간신히 승리하며 8강에 진출한다. 징계에서 돌아온 슈바인슈타이거는 8강 포르투갈과의 경기에서 루카스 포돌스키의 땅볼 크로스를 반대편에서 중앙으로 돌아들어오는 빠른 쇄도로 선제골을 기록한데 이어 후반전 세트피스 찬스에서 미로슬라프 클로제와 미하엘 발라크의 헤딩골을 모두 어시스트하며 1골 2도움으로 팀 승리의 일등공신이 된다. 슈바인슈타이거는 2년전에 이어 이 경기에서도 MVP로 선정되었다. 이 대회 최고의 화제의 팀이었던 테림 감독의 '미라클' 터키와의 4강전에서 독일은 상대의 끈덕진 압박에 전반 내내 고전했으나 위구르 보랄에게 선제골을 내준 상황에서 단 4분만에 루카스 포돌스키의 패스를 동점골로 연결시키며 팀을 위기에서 구해낸다. 스페인과의 결승전에서는 중앙과 측면에서 호안 카프데빌라, 마르코스 세냐 등을 상대해 왕성한 활동량을 보이며 분전했으나 팀은 페르난도 토레스의 전반전 선제결승골에 1-0으로 패하며 준우승에 만족해야했다.

### 2010년 FIFA 남아공월드컵
슈바인슈타이거는 미하엘 발락이 부상으로 낙마한 독일 대표팀의 중원을 책임지며 팀의 승리 행진을 이끌었다. 잉글랜드와의 16강전에서 역습 상황에서의 빠른 드리블 돌파로 토마스 뮐러의 세 번째 골을 어시스트했으며, 아르헨티나와의 8강전에서도 전반 3분에 만든 세트피스 찬스에서 날카로운 크로스로 토마스 뮐러의 헤딩골을 어시스트 한 데 이어 후반에는 오른쪽 측면에서 환상적인 드리블 돌파로 니콜라스 오타멘디, 하비에르 파스토레, 곤살로 이과인을 모두 제치고 아르네 프리드리히의 추가골을 어시스트하였다. 경기 후 슈바인슈타이거는 활약을 인정받아 FIFA선정 경기 Man of the Match가 되었다. 스페인과의 4강전에서는 박스 끝에서 끝을 오가며 세르히오 부스케츠와 사비 알론소를 상대로 중원에서 활약했으나 제라르 피케에게 막히며 계속 공을 빼앗기는 졸전 끝에 카를레스 푸욜의 헤딩 골을 실점하며 독일은 결승행이 좌절되었다. 주장 완장을 차고 나온 우루과이와의 3,4위전에서도 슈바인슈타이거는 경기 초반 강력한 중거리슈팅으로 토마스 뮐러의 대회 다섯 번째 골을 어시스트하는 등 좋은 활약을 보여주었다. 독일은 경기에서 3대 2로 승리하며 2006년 월드컵에 이어 다시 한번 3위를 차지했다.
슈바인슈타이거는 4개의 어시스트로 대회 최다 도움을 기록한 선수가 되었으며 FIFA가 선정한 2010 남아공 월드컵 베스트 11에 선정되었다.

### UEFA 유로 2012
부상으로 인해 떨어진 폼을 완전히 회복하지 못한 슈바인슈타이거의 활약은 미미했다. 그는 UEFA 유로 2012 대회를 통틀어 가장 많은 볼터치를 한 선수로 기록됐으나 위협적인 장면은 그다지 많이 만들어내지 못했다. 하지만 수비 능력은 최고였다. 조별 예선 1차전 포르투갈과의 경기에서 슈바인슈타이거는 크리스티아누 호날두의 동선을 완벽히 파악하여 차단해냈고 이는 포르투갈을 상대로 승리하는 데 크게 기여했다. 조별 예선 2차전 네덜란드와의 경기에서는 날카로운 패스로 마리오 고메스의 두 골을 모두 어시스트하며 공격포인트를 기록했다. 독일은 4강에서 숙적 이탈리아에게 2-1로 패하며 결승진출에 실패했다.

### 2014년 FIFA 월드컵
대회 초반에는 뢰브 감독이 필리프 람을 중앙 미드필더로 기용한데다 부상에서도 완치되지 않아 교체로 출장하였다. 그러나 가나전에 교체투입되어 들어와 좋은 모습을 보여주자 토니 크로스와 람으로 구성된 중원이 생각보다 답답한 공격전개를 보이자 슈테판 에펜베르크, 올리버 칸 등 많은 독일의 레전드들의 지지를 받으며 선발 촉구 여론이 높아졌고, 조별리그 3차전 미국전부터는 결승까지 모든 경기를 선발로 뛰었다.
16강에서 결승까지는 수비형 미드필더로서 팀의 수비라인 보호와 전진 볼배급에 있어서 빼어난 활약을 보여주었다. 무스타피의 부상으로 람이 다시 풀백으로 기용되자 사미 케디라와 함께 중원을 구성한 슈바인슈타이거는 이후 독일의 연전연승의 숨은 주역으로 활약했다. 독일은 난적 알제리와 프랑스를 차례로 제압하고 4강에서 개최국 브라질을 7대1이라는 믿기 힘든 점수차로 제압하며 12년만에 결승에 진출하는데 성공했다.
결승전에서의 슈바인슈타이거는 양 팀 통틀어 가장 많은 15.3km라는 활동량을 기록하며 하비에르 마스체라노, 리오넬 메시, 곤살로 이과인을 필두로한 아르헨티나에 맞섰고, 연장전에는 세르히오 아궤로의 팔꿈치 가격에 눈이 찢어지며 출혈까지 있었으나 그라운드로 돌아왔다. 독일은 마리오 괴체의 연장 후반에 터진 천금같은 결승골을 지켜내며 1-0으로 우승을 차지했다. FIFA가 선정한 Man of the Match는 교체투입되 결승골을 터뜨린 괴체가 선정되었으나 Sky Sports를 비롯한 다수 거대 언론사들은 최우수 선수로 슈바인슈타이거를 꼽았다.

### UEFA 유로 2012
필립 람이 떠난 이후 독일 축구 국가대표팀의 주장을 승계했다. 하지만 슈바인슈타이거는 주장 재목은 아니었다. 필립 람이 떠나면서 독일은 더 이상 우승후보가 아닌 상태가 되었으며 지역예선에서 폴란드에게 0-2로 어이없게 패하는 일이 벌어졌다. 이는 대서특필되었으며 독일 역사상 처음으로 폴란드에게 패한 사건이었다. 이후 아일랜드에게 마저 0-1로 패배했다.
본선에 올라서도 폴란드와는 비겨 끝내 폴란드를 이기지 못했다. 16강에 진출한 이후의 대진표가 황당하게 짜여졌다. 스페인과 이탈리아의 승자와 독일과 슬로바키아의 승자가 맞붙게 되었다. 독일은 슬로바키아를 매우 쉽게 이기고 8강에 진출했으나 8강 이탈리아전에서 스페인을 힘겹게 이기고 올라와서 지친 이탈리아를 상대로 승부차기까지 갔는데 슈바인슈타이거가 여기서 실축을 하는 바람에 승부차기가 2라운드로 가게 되어 결국 6-5로 어렵게 이겼다. 이 이후 4강에서 만난 프랑스에게 이탈리아와 상대하느라 지친 독일은 이렇다 할 힘도 못 써보고 일방적으로 패배했다.
슈바인슈타이거는 UEFA 유로 2016을 끝으로 국가대표에서 은퇴했다.

## 플레이 스타일
수비에 약간 치우쳐진 중앙 미드필더로 공격 가담은 거의 하지 않으며 플레이의 대부분이 수비에 치우쳐져 있다. 플레이메이커로서의 능력은 준수하지만 친구인 필립 람이 워낙 독보적으로 뛰어난 탓에 잘 드러나지 않는다. 주력은 평범하지만 각력이 매우 좋아 위력적인 슈팅을 쏠 수 있다.
하지만 골 정확도는 매우 낮은 편이며 2011-12년 UEFA 챔피언스리그 결승전에서 승부차기 실축을 하는 바람에 첼시 FC에게 우승을 빼앗겼으며, UEFA 유로 2016 8강전 승부차기에서도 역시 승부차기를 실축해 승부차기를 2라운드에 돌입하게 만들었다.

## 경력 목록
- 2004년 UEFA U-21 축구 선수권 대회 국가대표
- 2005년 FIFA 컨페더레이션스컵 국가대표
- 2006년 FIFA 월드컵 국가대표
- UEFA 유로 2008 국가대표
- 2010년 FIFA 월드컵 국가대표
- UEFA 유로 2012 국가대표
- 2014년 FIFA 월드컵 국가대표
- UEFA 유로 2016 국가대표

## 수상 내역
- FC 바이에른 뮌헨
  - 분데스리가챔피언: 2002-03, 2004-05, 2005-06, 2007-08, 2009-10, 2012-13 2013-14 2014-15
  - DFB-포칼우승: 2002-03, 2004-05, 2005-06, 2007-08, 2009-10, 2012-13
  - 리가포칼우승: 2004, 2007
  - DFL-슈퍼컵우승: 2010, 2012
  - UEFA 챔피언스리그우승: 2012-13
  - UEFA 슈퍼컵우승: 2013
  - 독일 U-17 챔피언십: 2001
  - 독일 U-19 챔피언십: 2002

- 맨체스터 유나이티드
  - FA컵 : 2015-16
  - FA 커뮤니티실드 : 2016
  - EFL컵 : 2017

 독일
- UEFA 유럽 축구 선수권 대회 : 준우승 (2008), 4강 (2012)
- FIFA 컨페더레이션스컵 : 3위 (2005)
- FIFA 월드컵 : 우승 (2014), 3위 (2006, 2010)

개인
- 독일 올해의 선수상 : 2013
- FIFA 월드컵 공식 베스트 11 : 2010
- 2006년 FIFA 월드컵 맨 오브 더 매치 : vs. 포르투갈 (3, 4위전)
- UEFA 유로 2008 맨 오브 더 매치 : vs. 포르투갈 (8강전)
- 2010년 FIFA 월드컵 맨 오브 더 매치 : vs. 아르헨티나 (8강전)
- 바바리안 공로 훈장 : 2018

### 국제 경기
| #   | 일자             | 장소                                        | 상대                  | 득점  | 결과   | 대회                         |
| --- | ---------------- | ------------------------------------------- | --------------------- | ----- | ------ | ---------------------------- |
| 1.  | 2005년 6월 8일   | 독일 묀헨글라트바흐, 보루시아 파크          | 러시아                | 1 : 1 | 2 : 2  | 친선 경기                    |
| 2.  | 2005년 6월 8일   | 독일 묀헨글라트바흐, 보루시아 파크          | 러시아                | 2 : 1 | 2 : 2  | 친선 경기                    |
| 3.  | 2005년 6월 18일  | 독일 쾰른, 라인에네르기슈타디온             | 튀니지                | 2 : 0 | 3 : 0  | 2005년 FIFA 컨페더레이션스컵 |
| 4.  | 2005년 6월 29일  | 독일 라이프치히, 첸트랄슈타디온             | 멕시코                | 2 : 1 | 4 : 3  | 2005년 FIFA 컨페더레이션스컵 |
| 5.  | 2006년 3월 22일  | 독일 도르트문트, 베스트팔렌 경기장          | 미국                  | 1 : 0 | 4 : 1  | 친선 경기                    |
| 6.  | 2006년 5월 30일  | 독일 레버쿠젠, 바이아레나                   | 일본                  | 2 : 2 | 2 : 2  | 친선 경기                    |
| 7.  | 2006년 6월 2일   | 독일 묀헨글라트바흐, 보루시아 파크          | 콜롬비아              | 2 : 0 | 3 : 0  | 친선 경기                    |
| 8.  | 2006년 7월 8일   | 독일 슈투트가르트, 고틀리프 다이믈러 경기장 | 포르투갈              | 1 : 0 | 3 : 1  | 2006년 FIFA 월드컵           |
| 9.  | 2006년 7월 8일   | 독일 슈투트가르트, 고틀리프 다이믈러 경기장 | 포르투갈              | 3 : 0 | 3 : 1  | 2006년 FIFA 월드컵           |
| 10. | 2006년 9월 6일   | 산마리노 세라발레, 산마리노 스타디움        | 산마리노              | 0 : 2 | 0 : 13 | UEFA 유로 2008 예선          |
| 11. | 2006년 9월 6일   | 산마리노 세라발레, 산마리노 스타디움        | 산마리노              | 0 : 7 | 0 : 13 | UEFA 유로 2008 예선          |
| 12. | 2006년 10월 7일  | 독일 로스토크, 오스트제슈타디온             | 조지아                | 1 : 0 | 2 : 0  | 친선 경기                    |
| 13. | 2006년 10월 11일 | 슬로바키아 브라티슬라바, 테헬네 폴레        | 슬로바키아            | 0 : 3 | 1 : 4  | UEFA 유로 2008 예선          |
| 14. | 2008년 6월 19일  | 스위스 바젤, 장크트 야콥 파크               | 포르투갈              | 1 : 0 | 3 : 2  | UEFA 유로 2008               |
| 15. | 2008년 6월 25일  | 스위스 바젤, 장크트 야콥 파크               | 튀르키예              | 1 : 1 | 3 : 2  | UEFA 유로 2008               |
| 16. | 2008년 8월 20일  | 독일 뉘른베르크, 프랑켄슈타디온             | 벨기에                | 1 : 0 | 2 : 0  | 친선 경기                    |
| 17. | 2008년 9월 6일   | 리히텐슈타인 파두츠, 라인파르크 슈타디온    | 리히텐슈타인          | 0 : 4 | 0 : 6  | 2010년 FIFA 월드컵 예선      |
| 18. | 2009년 3월 28일  | 독일 라이프치히, 첸트랄슈타디온             | 리히텐슈타인          | 3 : 0 | 4 : 0  | 2010년 FIFA 월드컵 예선      |
| 19. | 2009년 8월 12일  | 아제르바이잔 바쿠, 토피크 바흐라모프 경기장 | 아제르바이잔          | 0 : 1 | 0 : 2  | 2010년 FIFA 월드컵 예선      |
| 20. | 2010년 6월 3일   | 독일 프랑크푸르트, 코메르츠방크 아레나      | 보스니아 헤르체고비나 | 2 : 1 | 3 : 1  | 친선 경기                    |
| 21. | 2010년 6월 3일   | 독일 프랑크푸르트, 코메르츠방크 아레나      | 보스니아 헤르체고비나 | 3 : 1 | 3 : 1  | 친선 경기                    |
| 22. | 2011년 8월 10일  | 독일 슈투트가르트, 메르세데스-벤츠 아레나   | 브라질                | 1 : 0 | 3 : 2  | 친선 경기                    |
| 23. | 2011년 10월 7일  | 튀르키예 이스탄불, 튀르크 텔레콤 아레나     | 튀르키예              | 1 : 3 | 1 : 3  | UEFA 유로 2012 예선          |
| 24. | 2016년 6월 12일  | 프랑스 빌뇌브다스크, 스타드 피에르 모루아   | 우크라이나            | 0 : 2 | 0 : 2  | UEFA 유로 2016               |

## 특징
- 그의 형 토비아스는 현재 FC 바이에른 뮌헨 U-17의 축구 코치이다.
- 그의 성 슈바인슈타이거의 유래가 슈바인(돼지)+슈타이거의 조합일 것으로 외국에서 종종 오해하고 있으나 독일에서는 슈바인슈타이그(바이에른 주 지역 이름)+er(그 지역출신에게 붙이는 접미어)라는게 가장 가능성이 높다고 생각한다.
- 대인관계는 그닥 좋지 않아 독일 축구 국가대표팀 이외의 축구선수들과 마찰을 빚어왔다. 막시 로드리게스, 마르코 마테라치, 리오넬 메시 등과 척을 졌다.

## 요아힘 가우크독일 대통령의 악수권유 거절 논란
UEFA 챔피언스리그 2011-12당시 FC 바이에른 뮌헨은 첼시 FC와 결승전을 치뤘는데 승부가 나지 않아 승부차기에 들어갔다. 바스티안 슈바인슈타이거가 이 승부차기에서 골대를 맞히며 실축하였고 그 다음 디디에 드로그바가 페널티킥을 성공시켜서 챔피언스리그에서 우승을 놓쳤다. 이날 결승전이 벌어졌던 알리안츠 아레나 경기장에는 요아힘 가우크 독일 대통령이 FC 바이에른 뮌헨 선수들을 격려하려고 이 경기를 관람하고 있었다. 하지만 다른 선수들, 심지어는 독일이 아닌 다른나라 국적을 가진 선수들인 네덜란드의 아르연 로번 등도 가우크 대통령의 악수에 응했는데 정작 독일국적을 가진 바스티안 슈바인슈타이거만 악수를 거부했다. 훗날 슈바인슈타이거가 해명하기를 자신으로 인하여 팀이 패배한 탓에 죄책감에 시달린 나머지 대통령이 악수를 권유하는 줄도 몰랐다고 했다.